# Aaron Mokoena
Aaron Mokoena (nascut el 25 de desembre del 1980 a Johannesburg) és un futbolista sud-africà que juga com a migcampista pel Portsmouth FC de la FA Premier League anglesa.